# Baloncesto en Uruguay
El baloncesto en Uruguay comenzó a practicarse en 1915 y tiene un considerable desarrollo en todo el país, constituyendo uno de los deportes con mayor cantidad de público y deportistas, luego del fútbol. Entre los logros más importantes del equipo de baloncesto uruguayo se destacan la obtención de medallas de bronce en los Juegos Olìmpicos de 1952 y 1956, en Helsinki y Melbourne respectivamente, así como varios campeonatos sudamericanos y participaciones en torneos panamericanos y mundiales.
Uruguay organiza la competición de clubes de básquet en tres divisionales, organizadas por la Federación Uruguaya de Basketball (FUBB). El torneo principal es la Liga Uruguaya de Básquetbol (LUB), la cual reúne a equipos de todo el país para disputar el título de campeón uruguayo. El descenso es hacia el Torneo Metropolitano o Ligas Regionales.

## Historia

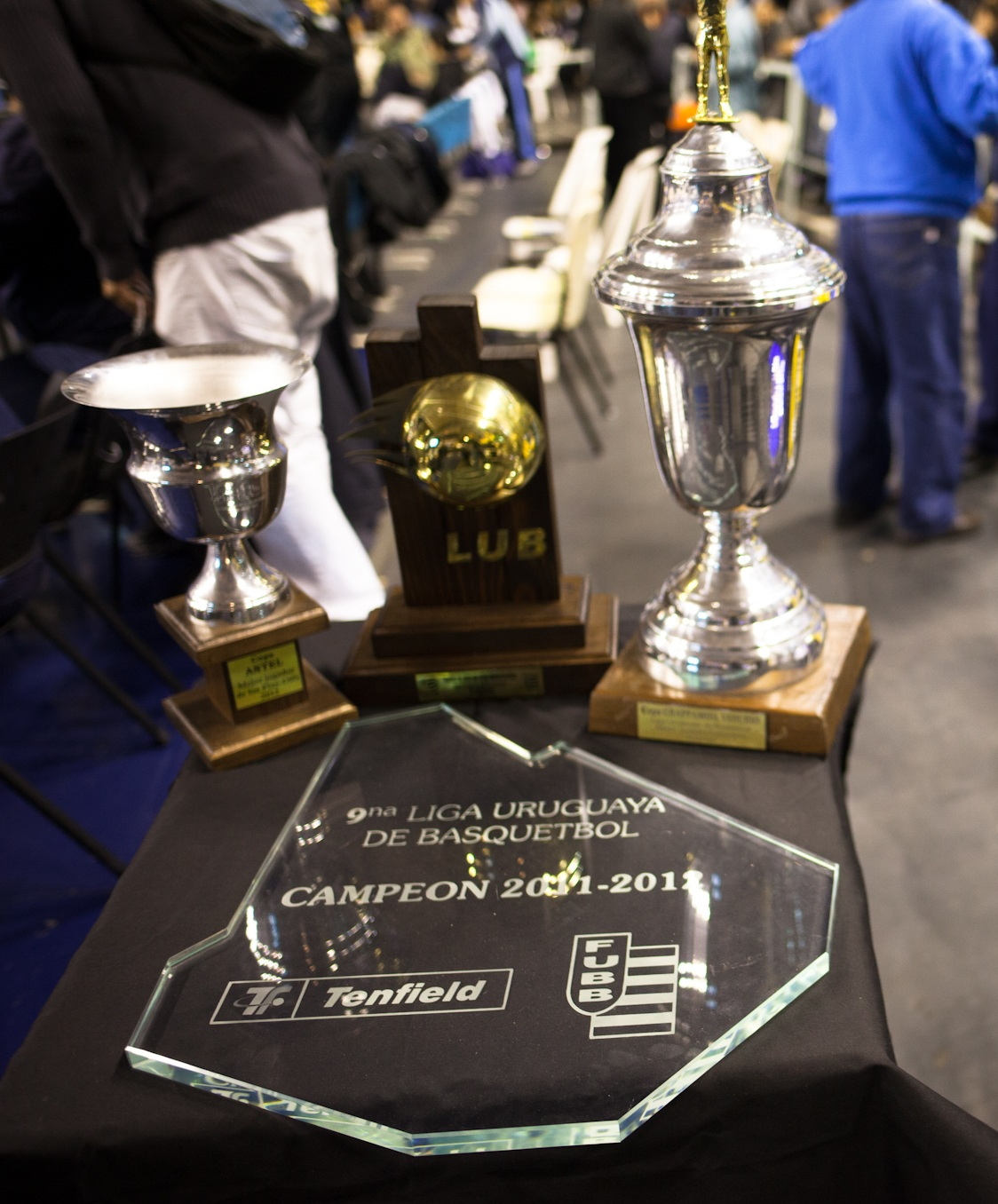
Copas de la Liga Uruguaya de Básquetbol

La Federación Uruguaya de Basketball fue fundada en 1915 y tuvo como primer presidente a Federico Crocker. El baloncesto estaba en un segundo plano en Uruguay a causa de la gran popularidad del fútbol, pero esto no impidió que en los Juegos Olímpicos de 1936 en Berlín la selección de baloncesto de Uruguay obtuviera el sexto puesto, lo que ayudó a aumentar la popularidad del deporte en el país. En ese mismo año, la FUBB se convirtió en miembro de la FIBA.
Con el paso de los años, el baloncesto se consolidó como el segundo deporte en la preferencia de los uruguayos, lo que permitió la supervivencia de la FUBB con plena vigencia.
La Liga Uruguaya de Básquetbol comenzó a disputarse en 2003. Antes de esa fecha, los campeonatos de básquetbol en Uruguay eran únicamente federales y no había una competición que reuniera a todos los clubes del país.

## Clásicos entre equipos de Uruguay
- Welcome vs Cordón - 17 títulos
- Aguada vs Goes - 15 títulos
- Olimpia vs Sayago - 8 títulos
- Nacional vs Peñarol - 9 títulos
- Bohemios vs Trouville - 7 títulos
- Bohemios vs Tabaré - 10 títulos
- Malvín vs Unión Atlética - 6 títulos títulos
- Miramar vs 25 de Agosto
- Capitol vs Urunday Universitario